# Táchira
Táchira (hiszp. Estado Táchira) – to jeden z 23 stanów Wenezueli. Stolicą stanu Táchira jest miasto San Cristóbal.
Stan Táchira zajmuje powierzchnię 11 100 km², a w roku 2011 liczył 1 168 908 mieszkańców. Dla porównania, w 1971 było ich 511,3 tys.
Stan leży przy granicy z Kolumbią. Przebiega przez niego Cordillera de Mérida, powierzchnia w większości górzysta, jedynie na północnym zachodzie i południowym wschodzie niewielkie niziny. Jeden z głównym rejonów uprawy kawowców w kraju. Do tego uprawiana jest trzcina cukrowa, kukurydza, pszenica, fasola, tytoń, ziemniaki, drzewa owocowa; hoduje się bydło, eksploatuje lasy. Przemysł przetwórczy, skoncentrowany głównie w San Cristóbal. Przez stan Táchira przebiega odgałęzienie Autostrady Panamerykańskiej łączące Wenezuelę z Kolumbią.
Znajdują się tu Park Narodowy Chorro El Indio oraz części Parku Narodowego Tapo-Caparo, Parku Narodowego General Juan Pablo Peñaloza i Parku Narodowego El Tamá.

## Gminy i ich siedziby
1. Andrés Bello (Cordero)
2. Antonio Rómulo Costa (Las Mesas)
3. Ayacucho (San Juan de Colón)
4. Bolívar (San Antonio del Táchira)
5. Cárdenas (Táriba)
6. Córdoba (Santa Ana del Táchira)
7. Fernández Feo (San Rafael del Piñal)
8. Francisco de Miranda (San José de Bolívar)
9. García de Hevia (La Fría)
10. Guasimos (Palmira)
11. Independencia (Capacho Nuevo)
12. Jauregui (La Grita)
13. José María Vargas (El Cobre)
14. Junín (Rubio)
15. Libertad (Capacho Viejo)
16. Libertador (Abejales)
17. Lobatera (Lobatera)
18. Michelena (Michelena)
19. Panamericano (Coloncito)
20. Pedro María Ureña (Ureña)
21. Rafael Urdaneta (Delicias)
22. Samuel Darío Maldonado (La Tendida)
23. San Cristóbal (San Cristóbal)
24. San Judas Tadeo (Umuquena)
25. Seboruco (Seboruco)
26. Simón Rodríguez (San Simón)
27. Sucre (Queniquea)
28. Torbes (San Josecito)
29. Uribante (Pregonero)